# Sint-Bernulphuskerk (Oosterbeek)
De Sint-Bernulphuskerk is een neogotische hallenkerk. Het gebouw staat aan de Utrechtseweg nr. 129 te Oosterbeek. Na de verbouwing van 1922-’23 kent ze een driezijdig gesloten koor en verschillende zijkapellen. Op het plein voor de kerk staat een Heilig Hartbeeld. De toren is, na deels vernield te zijn geweest tijdens de oorlog, niet meer in z’n geheel opgetrokken en is van gelijke hoogte als het schip.
Achter de kerk bevindt zich ‘de hof’, de R.K. begraafplaats ‘St. Bernulphus’.

## Geschiedenis

### 19e eeuw
In de 19e eeuw kerkt de R.K. gemeenschap te Oosterbeek in een noodkerk, op dezelfde locatie als de huidige St. Bernulphuskerk. In 1860 wordt de gemeenschap, tot dan toe vallend onder de parochie ‘St. Eusebius’ van Arnhem, zelfstandig. Als parochienaam wordt gekozen voor de Heilige Bernulphus, een heilige uit de 11e eeuw die pastoor te Oosterbeek was. De H. Bernulphus is ook patroon van Oosterbeek.
In de vroege jaren ’80 wordt besloten tot vervanging van het noodkerkje. De Amsterdamse architect W.V.A. Tepe (1840-1920) levert hiervoor de plannen. De bouw vindt plaats in 1884 en 1885 en resulteert in een neogotische hallenkerk met drie beuken, een kenmerk van de architect.
Opvallend is dat de kerk N.N.O. gericht is, waardoor de toren aan de Z.Z.W.-zijde staat. De toren wordt opgetrokken met zes geledingen, waarbij de bovenste (zesde) geleding in hoogte ongeveer een-derde is van de overigen. De tweede en derde geleding vloeien samen, de vijfde geleding wordt voorzien van twee grote luivensters. De toren wordt gedekt door een hoge ranke spits.
Het kerkinterieur wordt gedekt door kruisribgewelven. Het hoogaltaar, in 1889 geplaatst, is grotendeels vervaardigd door de Keulse beeldhouwer F.W. Mengelberg.

### 20e eeuw
In februari 1916 bevestigt Jan Toorop aan pastoor Vossenaar van de St. Bernulphuskerk, dat hij het verzoek kruiswegstatiën voor de kerk te vervaardigen, accepteert. Dit levert veertien panelen op met daarop de statiën. Ze worden in mei 1919 in bijzijn van Toorop ingewijd.  De lijdenstaferelen zijn in de kerk te bezichtigen.
In 1922 wordt de kerk ingrijpend verbouwd. Het koor wordt naar achteren verplaatst en een groot transept wordt geplaatst. Dit verschaft de kerk het uiterlijk van een kruiskerk. Architect Wolter te Riele tekent voor de plannen.
Een groot Heilig Hartbeeld van de beeldhouwer August Falise wordt in 1931 voor de kerk geplaatst. Het is een afgietsel van het H. Hartbeeld te Dreumel.
Als tijdens de oorlog in 1944 gevechten uitbreken tussen de geallieerden en de Duitse bezetter wordt de kerk niet gespaard. De gebrandschilderde ramen en het orgel worden onherstelbaar beschadigd. De bovenste geledingen van de toren worden zo sterk getroffen, dat ze om financiële redenen na de oorlog niet meer worden opgebouwd. Van de vierde geleding worden de buitenste blinde vensters opengebroken en tot luivensters omgebouwd. De klok krijgt een plaatsje tussen de twee nieuwe luivensters. De toren, in feite nu niet meer dan een torenvoet, wordt gedekt middels een tentdak.
Uit de naoorlogse periode stammen ook de zijingangen en een nieuwe kapel. In het midden van de jaren vijftig worden de beide tochtportalen, links en rechts van de torenvoet, gebouwd. Ook de dagkapel in de vorm van een uitbouw aan de westzijde van het schip, stamt uit deze tijd.
Het H. Hartbeeld is verplaatst naar de linkerzijde van de kerk. Ondanks de felle gevechten tijdens de oorlog viel de schade aan het beeld mee met slechts twee kogelgaten, al is het beeld nadien niet meer gerestaureerd.

## st. Bernulphus parochie
De parochie wordt opgericht op 8 mei 1860, als eerste pastoor treedt op Johannes Gerardus Henricus Carolus Essink (Oldenzaal 1827, overl. 1902 te Utrecht) Andere pastoors die in de kerk hebben gewerkt zijn (zonder volledig te zijn):
- 1860-1872: Johannes Gerardus Henricus Carolus Essink
- 1872-1878: Hermanus Cornelis Verheul
- 1878-1893: Antonius Bernardus van Blaricum
- 1893-1897: Johannes Hermanus Hassink
- 1897-1908: Hermanus Bernardus Maria Berendsen
- 1908-1918: Alphonsus Carolus Henricus Vossenaar
- 1918-1938: Joannes Antonius Josephus ter Heerdt
- 1938-1959: Hermanus Cornelis Bruggeman
- 1959-1972: Antonius Dominicus Grimmelikhuizen
- 1972-….: Antonius Johannes Wissing

De parochie st. Bernulphus ging op 1 januari 2010 over naar de parochie Z. Titus Brandsma. De N.O. kapel in het koor is aan hem gewijd.